# Microtheca (escarabajo)
Microtheca es un género de escarabajos de la familia Chrysomelidae. El género fue descrito científicamente primero por Stål, en 1860. Esta es una lista de especies pertenecientes a este género:
- Microtheca ochroloma Stål, 1860
- Microtheca picea (Guérin-Méneville, 1844)